# Giampiero Comolli
Giampiero Comolli (Milano, 2 gennaio 1950) è un romanziere e saggista italiano.

## Biografia
Figlio dell'architetto e scrittore Marco Comolli e nipote del pittore Luigi Comolli (1893-1976), si dedica a studi sui mutamenti spirituali che avvengono nella società contemporanea. Pubblica nel 1979 il suo primo saggio con la Lato Side e nel 1981 il suo primo romanzo La foresta intelligente, con una postfazione di Franco Rella. Fra i suoi saggi si ricorda Cineteca Eurasia, una rievocazione di film fuori commercio, non reperibili nel normale circuito di distribuzione, visti dall'autore in diversi Paesi e regioni dell'Asia (come Hong Kong, Malesia, Indonesia, India, Thailandia, Sri Lanka) e dell'Europa (Rutenia, Madeira, Cipro, Irlanda, Slavonia, Toscana). Ogni capitolo racconta dettagli dei singoli film, descrivendo l'ambiente in cui è stato proiettato e le impressioni, i pensieri che l'autore ha scambiato con i suoi accompagnatori. Nella Grammatica dell'ascolto affronta il tema del dialogo con i fedeli non cristiani.

## Opere

### Romanzi e Racconti
- La foresta intelligente, (Cappelli, 1981)
- Storia di un giardiniere e dei cercatori di colori, Emme (Torino), 1984
- Le settimine di Babele, in 19 racconti per Rinascita, a cura di Ottavio Cecchi e Mario Spinella, Roma, Editrice l'Unità, 1987, SBN UBO0136104.
- Il banchetto nel bosco, (Theoria, 1990)
- Il Picco di Adamo, (Baldini Castoldi Dalai, 1999)
- Il suono del mondo e altri racconti", Theoria, 2000

### Saggi
- Saggio per "Angelo Branduardi Canzoni", Lato Side 1979
- Risonanze – Saggi sul mito, la scrittura e l'Oriente (Theoria, 1993)
- Buddisti d'Italia – Viaggio tra i nuovi movimenti spirituali (Theoria, 1995)
- Alle porte del vuoto", Theoria, 1988
- Il suono del mondo, Theoria, 1991
- I pellegrini dell'Assoluto – Storie di fede e spiritualità raccolte tra Oriente e Occidente, (Baldini Castoldi Dalai, 2002)
- Cineteca Eurasia – Ricordi di film visti in viaggio (Baldini Castoldi Dalai, 2005)
- Pregare, viaggiare, meditare. – Percorsi interreligiosi tra cristianesimo, buddhismo e nuove forme di spiritualità, Claudiana, 2010
- Grammatica dell'ascolto. Per accogliere un racconto di fede, EMP, 2011
- Una luminosa quiete. La ricerca del silenzio nelle pratiche di meditazione, Mimesis Edizioni, 2012
- La senti questa voce? Corpo, ascolto, respiro nella meditazione biblica, Claudiana, 2014